# 守谷市立愛宕中学校
守谷市立愛宕中学校（もりやしりつ あたごちゅうがっこう）は、茨城県守谷市本町に所在する市立中学校。1983年（昭和58年）に守谷中学校から分離した。2022年7月29日時点の全校生徒数は732名・15学級編成（1年：5学級152名・2年：5学級155名・3年：5学級155名）。

## 概要
県南地域に中高一貫校が増えていること、つくばエクスプレスの開業で都内の国立・私立中学校への流出に対し、進学実績から市立中学校でも難関高校に入学できることをアピールしている。

## 沿革
- 1983年（昭和58年）4月1日 守谷町立守谷中学校より守谷町立愛宕中学校として分離開校。
- 2002年（平成14年）2月2日 市制施行により、守谷市立愛宕中学校に改称。

## 学区
郷州小学校及び守谷小学校の通学区域が学区となっている。当地域内には新興住宅地パークシティ守谷及び、選択学区内に同じく新興住宅地であるヒルズ美園や常総ニュータウン南守谷・けやき台地区があり、それらが学区の人口の多くを占めている。

## 教育目標
「優れた品性と豊かな知性をもち，活力にあふれ，たくましく生きる生徒の育成」

## 部活動

### 運動部
- 野球部
- サッカー部
- 卓球部
- ソフトテニス部
- ハンドボール部
- 女子バスケットボール部
- バドミントン部

### 文化部
- 美術部
- 吹奏楽部

## 交通
- 関東鉄道常総線南守谷駅徒歩6分
- 首都圏新都市鉄道つくばエクスプレス守谷駅徒歩20分

- 関東鉄道バス・「南守谷駅入口」下車 徒歩3分

## 著名な出身者
- 澤昌克（サッカー選手）
- 本郷光道（柔道選手）
- 浅利和宏（K1選手、プロボクサー）